# エリーザベト・マリー・フォン・バイエルン
エリーザベト・マリー・フォン・バイエルン（ドイツ語: Prinzessin Elisabeth Marie von Bayern, 1874年1月8日 - 1957年3月4日）は、バイエルン王国の王族、バイエルン王女。バイエルン王子レオポルトとその妻のオーストリア大公女ギーゼラの間の長女。
オーストリア皇帝フランツ・ヨーゼフ1世と皇后エリーザベトの初孫でもある。

## 生涯
1893年11月、エリーザベトはプロテスタント信徒で身分の釣り合わないゼーフリート・アウフ・ブッテンハイム男爵オットー（1870年 - 1951年）と秘密結婚した。エリーザベトの父親も祖父のバイエルン摂政宮ルイトポルト王子も彼女に結婚の許しを与えなかった。しかし母ギーゼラや母方の祖父フランツ・ヨーゼフ1世皇帝のとりなしのおかげで、後年になるとエリーザベトと父レオポルト王子との間の緊張関係は解けていった。
エリーザベトと夫オットーはフランツ・ヨーゼフ皇帝から、ウィーン近郊の城館を住まいとして与えられた。オットーはフランツ・ヨーゼフ皇帝によってオーストリア＝ハンガリー軍のトロッパウ／メーレン第1歩兵連隊の少尉とされた。1904年には男爵から伯爵に昇叙され、エリーザベトもゼーフリート・アウフ・ブッテンハイム伯爵夫人（Gräfin Seefried auf Buttenheim）となった。オットーは1908年にニーダーエスターライヒのグレーステンにあるシュティエバル城を相続し、以降はここがゼーフリート伯爵家の本拠となった。
老皇帝フランツ・ヨーゼフは初孫のエリーザベトに大変目をかけていた。孫娘が「ただの」伯爵夫人になったにもかかわらず、皇帝は自分の住むシェーンブルン宮殿から馬車で15分ほどの位置にあるエリーザベトのウィーンの邸宅をしばしば訪問した。

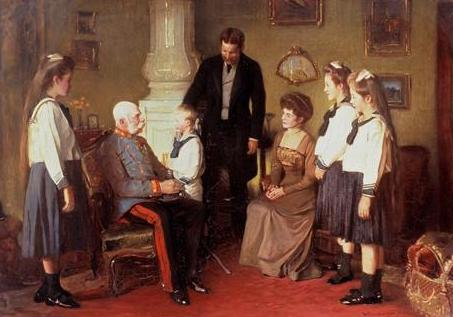
皇帝フランツ・ヨーゼフ、ゼーフリート伯爵夫人とその家族を訪ねる（ホックマン画、1908年 - 1912年頃）

エリーザベトと夫オットーの家庭生活は幸福なものであり、夫妻は1男4女の5人の子供をもうけた。ただし最初の子供である長女ギーゼラは出生後まもなく死んでいる。三女のアウグステは、母の同族であるバイエルン王子アーダルベルトと結婚している。エリーザベトの子供たちと叔母マリー・ヴァレリーの子供たちは年齢も近く、よく一緒に遊んでいた。

## 子女
- ギーゼラ（1895年）
- エリーザベト（1897年 - 1975年）
- アウグステ（1899年 - 1978年）- 1919年アーダルベルト・フォン・バイエルンと結婚
- マリー・ヴァレリー（1901年 - 1972年）- 1935年ヴィルヘルム・オットー・フォン・リーデマンと結婚
- フランツ＝ヨーゼフ（英語版）（1904年 - 1969年）- 1941年ガブリエーレ・フォン・シュニッツラーと結婚。1969年に交通事故で他界。